# Regierung Hall II
Die nationalliberale Regierung Hall II (dän. regeringen Hall II) unter Konseilspräsident C. C. Hall war die dänische Regierung vom 24. Februar 1860 bis zum 31. Dezember 1863. Amtierender König war Friedrich VII. (Dänemark) und nach dessen Tod Christian IX.
Das Kabinett war das zweite von zweien unter Hall sowie das insgesamt zehnte seit der dänischen Märzrevolution.
Im Vorfeld des Deutsch-Dänischen Krieges ließ Hall nicht ab von seiner eiderdänischen Konfrontationspolitik gegen den Deutschen Bund, König Christian versuchte, ihn umzustimmen, jedoch erfolglos. Der König unternahm deshalb Versuche, eine neue Regierung zu bilden, doch viele Politiker weigerten sich aufgrund der außenpolitisch verfahrenen Lage, die Leitung des Kabinetts zu übernehmen. Erst am 31. Dezember 1863 gelang es, eine Übergangsregierung unter dem vorigen Kultusminister Monrad, ebenfalls Eiderdäne, zu bilden.

## Kabinettsliste
- Konseilspräsident und Außenminister: C.C. Hall
- Finanzminister: C.E. Fenger
- Innenminister:

D.G. Monrad bis zum 15. September 1861, danach
P.M. Orla Lehmann
- Justizminister: A.L. Casse
- Minister für Kirche und Unterrichtswesen: D.G. Monrad
- Kriegsminister:

H.N. Thestrup bis zum 13. August 1863, danach
C.C. Lundbye
- Marineminister: Steen Andersen Bille
- Minister für Schleswig: F.H. Wolfhagen
- Minister für Holstein und Lauenburg:

H.I.A. Raasløff bis zum 30. März 1861, danach
C.C. Hall

## Endnoten
1. ↑  Maik Ohnezeit: Deutschland, Dänemark und die Elbherzogtümer nach dem Wiener Kongreß 1815. In: Jan Ganschow, Olaf Haselhorst, Maik Ohnezeit (Hrsg.): Der Deutsch-Dänische Krieg 1864. 2. Aufl., Ares, Graz 2013, S. 25–85, hier: S. 83.